# Voobaha
Voobaha è l'album di debutto del duo rock demenziale Barnes & Barnes pubblicato nel 1980.
Il titolo non è altro che un'espressione inventata del duo che, in "lumaniano", vuol dire "ciao".
Vennero girati dei video per Party In My Pants, Fish Heads e When You Die.

## Tracce
(Tutte le canzoni sono dei Barnes & Barnes, tranne quelle con l'autore tra parentesi)

### Lato A
1. Please Please Me (Lennon/McCartney) - 2:50
2. Boogie Woogie Amputee - 2:31
3. Gumby Jaws Lament - 3:26
4. De Pumped Out Blues - 2:26
5. Clip Clop (Ode To Equus) - 3:53
6. I Hope She Dies - 3:15
7. Party In My Pants - 3:30

### Lato B
1. Fish Heads - 2:23
2. Sewey Hole - 2:49
3. The Lumanian Love Song - 3:26
4. Cemetery Girls - 4:30
5. Something's In The Bag - 4:24
6. Linoleum - 4:09
7. When You Die - 0:48